# Tuktoyaktuk
Tuktoyaktuk är ett samhälle i Kanada.   Det ligger i territoriet Northwest Territories, i den nordvästra delen av landet, 4 100 km nordväst om huvudstaden Ottawa. Tuktoyaktuk ligger 1 meter över havet och antalet invånare är 978.
Terrängen runt Tuktoyaktuk är mycket platt. Havet är nära Tuktoyaktuk åt nordväst. Trakten runt Tuktoyaktuk är nära nog obefolkad, med mindre än två invånare per kvadratkilometer.. 
Trakten runt Tuktoyaktuk består i huvudsak av gräsmarker.